# Saint-Python
Saint-Python is een gemeente in het Franse Noorderdepartement (Frans: département du Nord) (regio Hauts-de-France). De plaats maakt deel uit van het arrondissement Cambrai. Saint-Python telde op 1 januari 2022 985 inwoners.

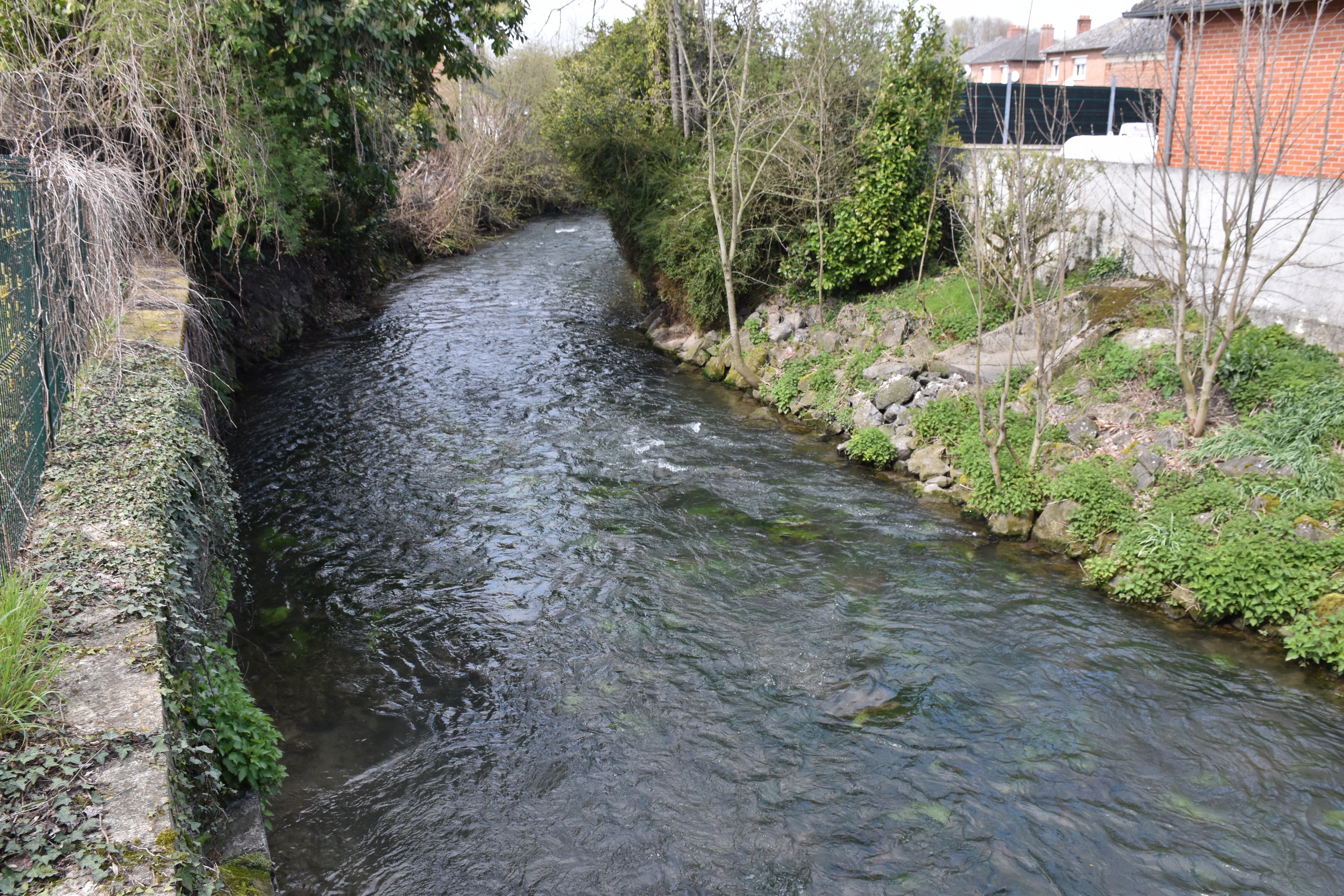
De Selle in St.-Python

## Geografie
De oppervlakte van Saint-Python bedroeg op 1 januari 2022 7,43 vierkante kilometer; de bevolkingsdichtheid was toen 132,6 inwoners per km².
Het dorp ligt onmiddellijk ten noordwesten van het stadje Solesmes en is de facto een buitenwijk van dit buurstadje. Saint-Python is een forensen- en boerendorp. Door het dorp loopt de Selle, een zijriviertje van de Schelde.

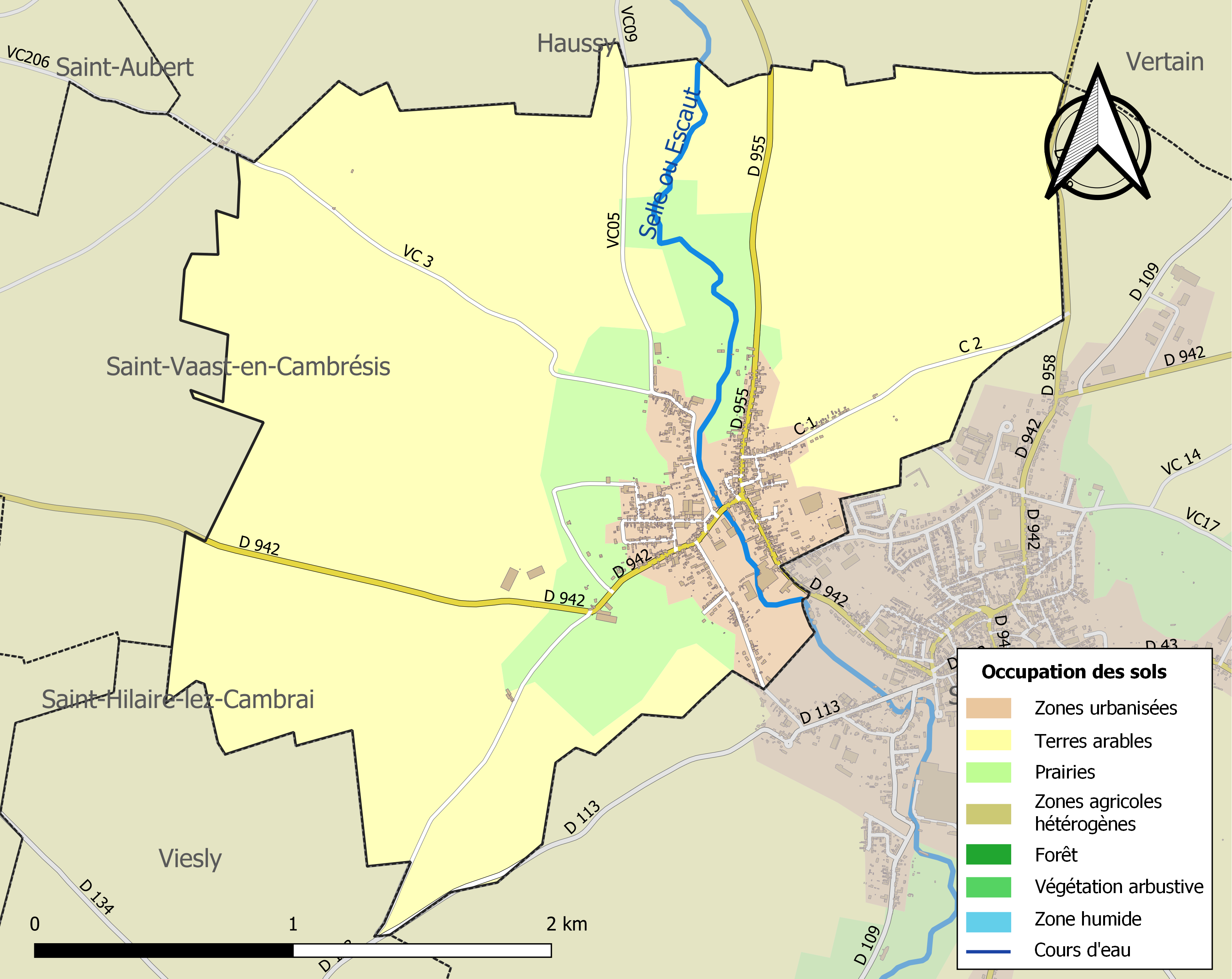
Kaart van de gemeente met belangrijkste infrastructuur, bodemgebruik en omliggende gemeenten

## Demografie
Onderstaande figuur toont het verloop van het inwonertal (bron: INSEE-tellingen).

## Geschiedenis
De plaats is niet genoemd naar een grote slang, maar naar een heilige, Piatus van Seclin. Vroeger werd de plaatsnaam Saint-Piton geschreven. De oudste vermeldingen van het dorp verwijzen naar een aan deze heilige gewijde kerk en dateren uit 1176 en 1182. In de 18e eeuw was het dorp residentieplaats van een kleine, gelijknamige heerlijkheid, die ten tijde van de Franse Revolutie ophield te bestaan.
Op 2 september 1944, tijdens de Tweede Wereldoorlog, werd een pas 16 jaar oude Franse verzetsstrijder, Raymond Poirette, in het dorp door de Duitse bezetters betrapt op het rondbrengen van illegale geschriften en dadelijk standrechtelijk ter dood gebracht. Straatnamen in en nabij het dorp houden de herinnering aan hem levend.

## Bezienswaardigheden
In het dorp staat een bezienswaardige, aan Sint Piatus gewijde, rooms-katholieke kerk. Zie onderstaande afbeeldingen.

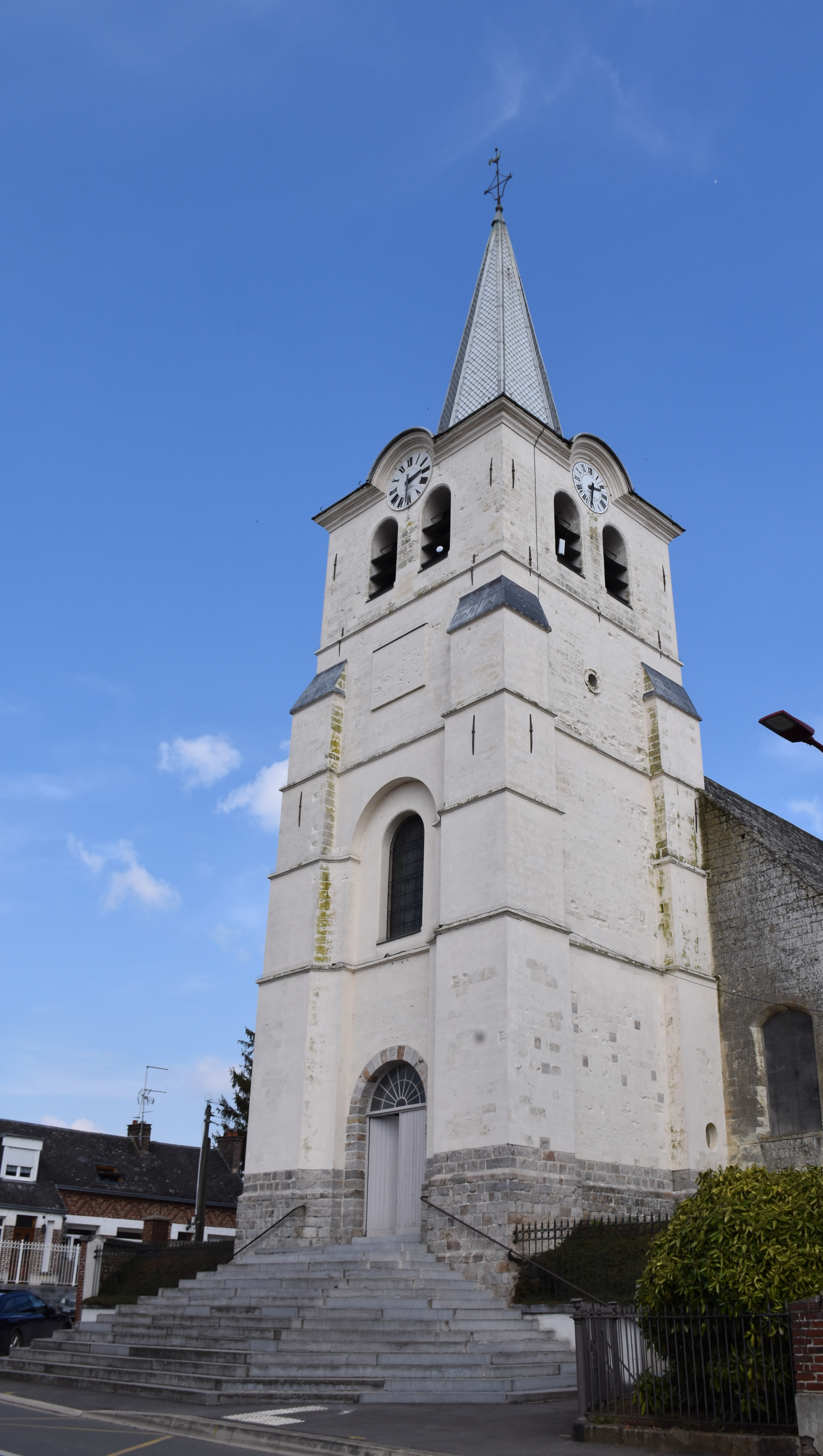
St. Piatuskerk, Saint-Python, klokkentoren
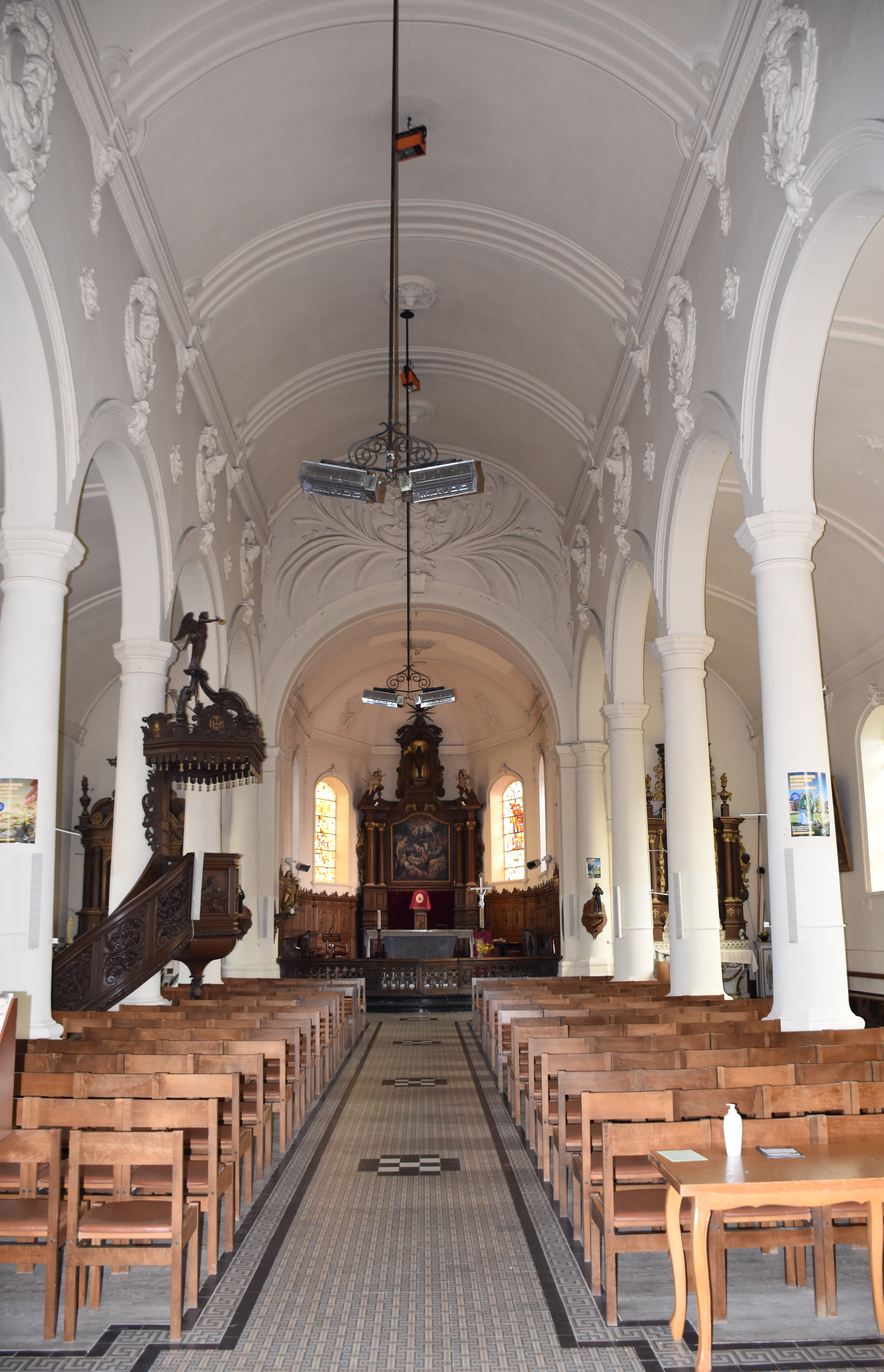
Schip van deze kerk
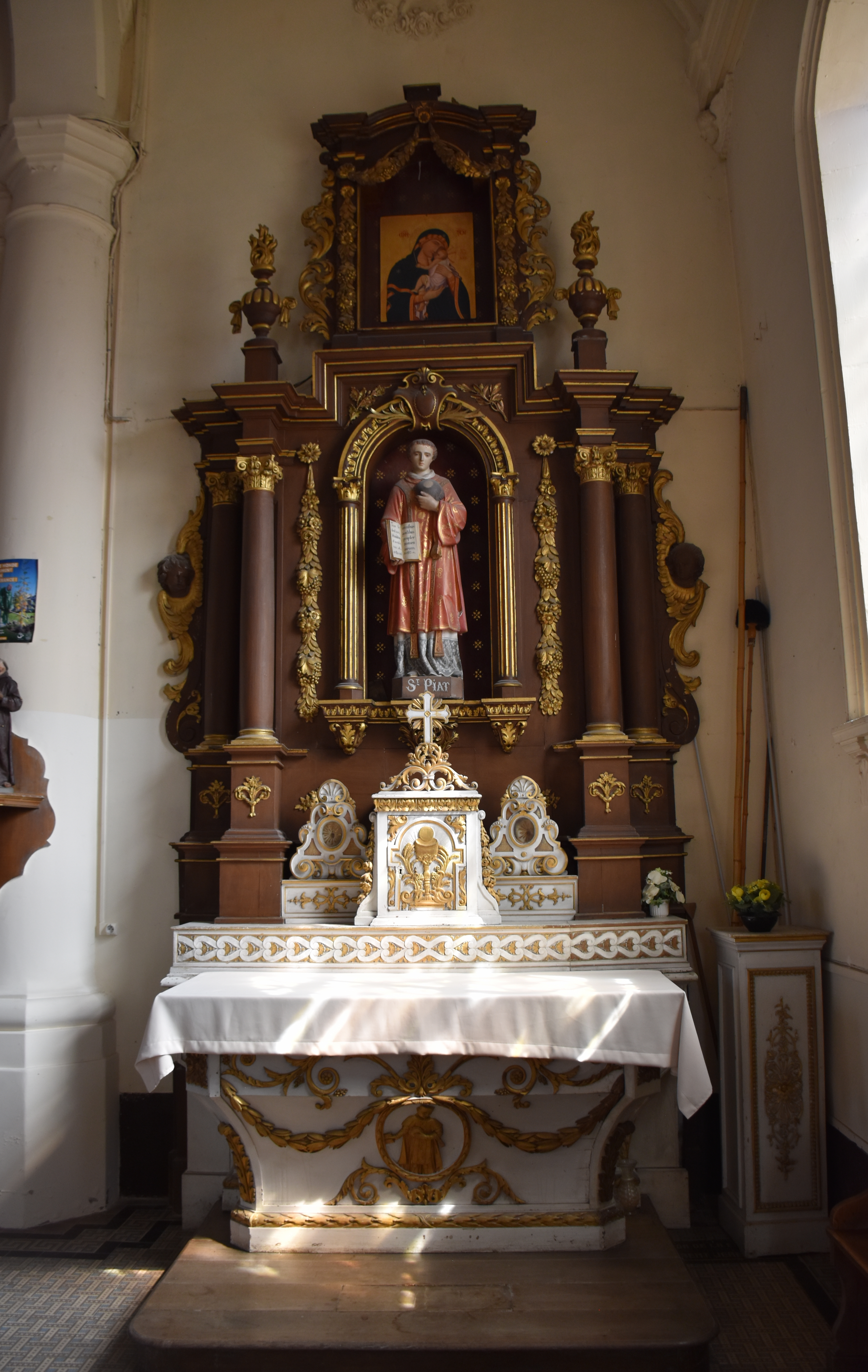
Altaar in deze kerk
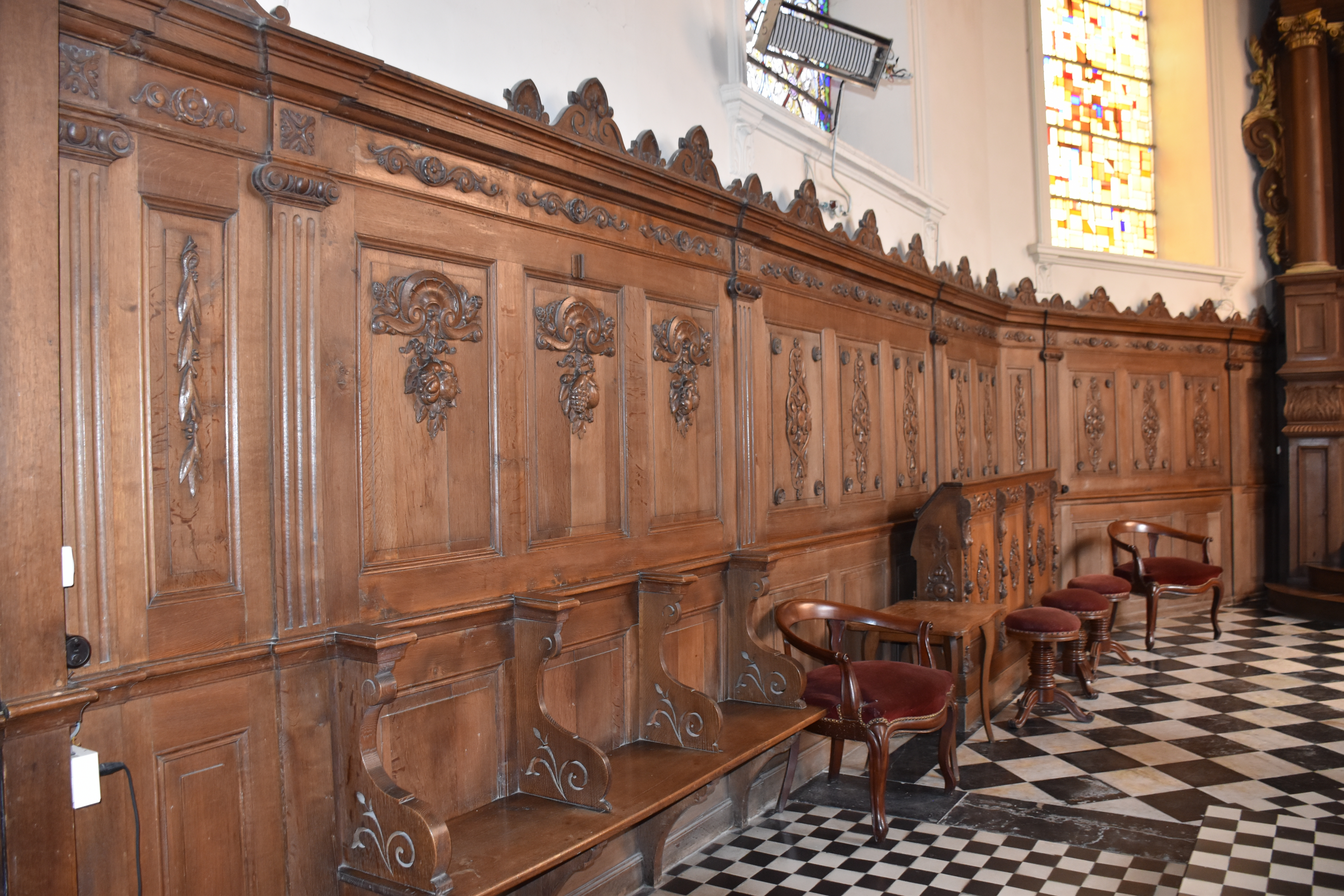
Koorgestoelte
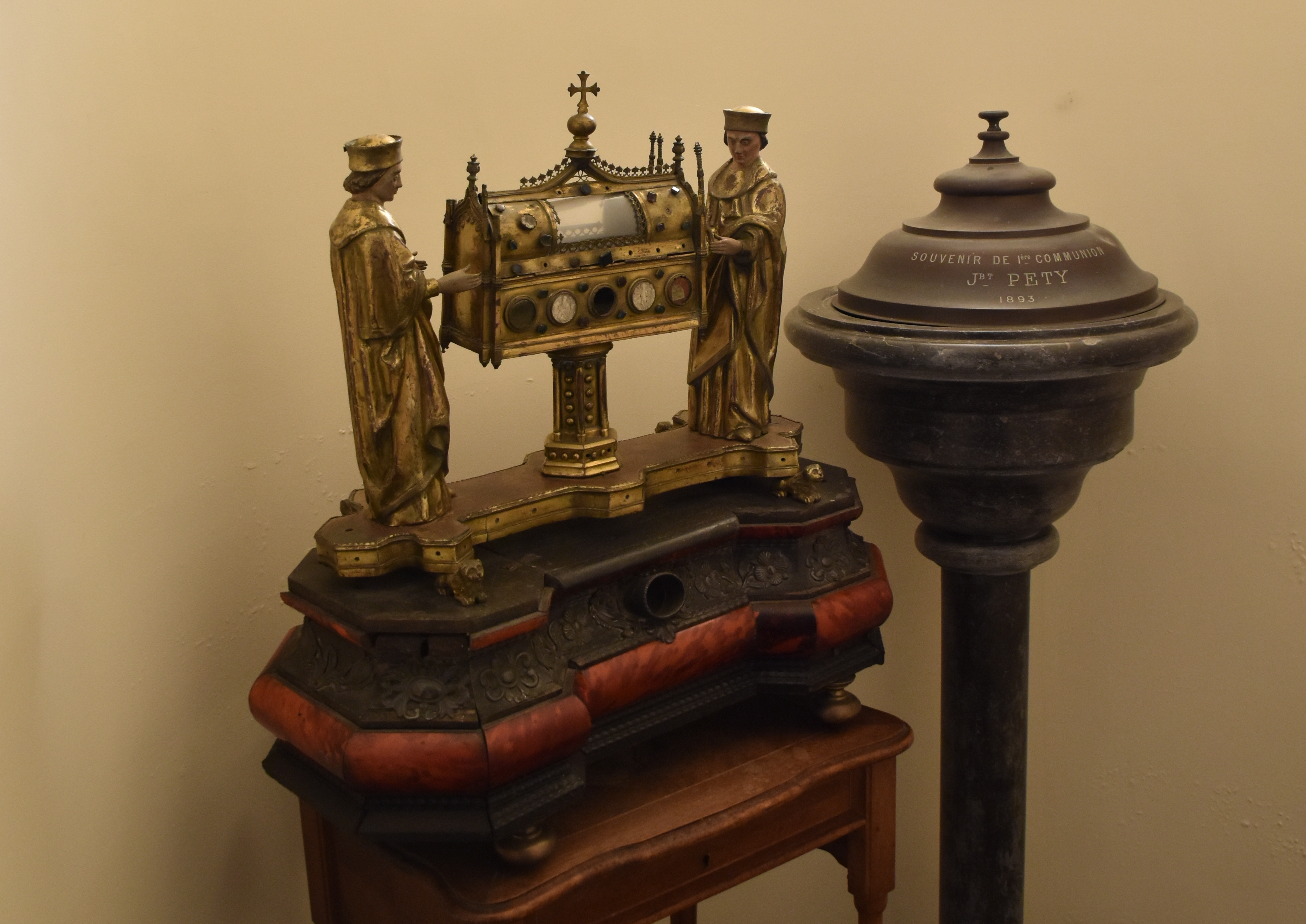
Reliekhouder

Saint-Python ligt aan een route voor pelgrims naar Santiago de Compostela.

## Trivia
Ten zuiden van het dorp loopt de Chemin Nungesser, een in de wielersport beruchte kasseienstrook, die vaak in het parcours van de voorjaarsklassieker Parijs-Roubaix is opgenomen.